# Szymon Bernadzikowski
Szymon Bernadzikowski (ur. 20 listopada 1856 w Lipnicy, zm. 3 września 1936 w Brzesku) – polski lekarz, działacz ruchu ludowego, poseł na Sejm Krajowy Galicji VII kadencji (1896-1901), IX kadencji (1906-1913) oraz X kadencji (1913-1914).

## Życiorys
Ukończył studia medyczne na Wydziale Lekarskim UJ, po odbyciu stażu przeniósł się do rodzinnej Lipnicy i w 1890 zaczął praktykę lekarską. Przez rok w 1891 pełnił funkcję burmistrza Lipnicy. Będąc na studiach w 1884 włączył się w działalność Czytelni Akademickiej im. Adama Mickiewicza. W 1895 został jednym z delegatów na zjazd w Rzeszowie Polskiego Stronnictwa Ludowego. Reprezentując PSL kandydował w wyborach do Sejmu Krajowego Galicji. 25 października 1895 został posłem VII kadencji z IV kurii reprezentując Brzesko. W sejmie został wybrany członkiem Prezydium Klubu Ludowego. Został członkiem Rady Naczelnej PSL, a następnie 13 lutego 1903 jednym z wiceprezesów. W kolejnych wyborach w styczniu 1907 ponownie został członkiem Rady Naczelnej i od marca 1908 wiceprezesem, na stanowisku tym został do wybuchu wojny. W tym samym roku został wybrany po raz drugi posłem do Sejmu Krajowego Galicji z Brzeska. W 1911 stanął na czele resortu zdrowia w Wydziale Krajowym organizował szpitale, tworzył miejsca pracy dla lekarzy w miasteczkach i na wsiach gdzie takiej pomocy brakowało. Po rozłamie w ruchu ludowym w 1913 został członkiem PSL Lewicy. Będąc wieloletnim radnym miasta Brzeska w uznaniu za swoją działalność w 1914 został Honorowym Obywatelem Brzeska. W czasie I wojny światowej pozostał w Wiedniu organizując pomoc medyczną. Po wojnie powrócił do Brzeska, prowadził działania mające na celu zjednoczenie ruchu ludowego po utworzeniu Związku Chłopskiego wszedł w skład jego Tymczasowej Rady Naczelnej wobec nasilających się kłopotów zdrowotnych wycofał się z działalności politycznej pozostając do końca życia aktywnym, praktykującym lekarzem. Został pochowany w Brzesku.